# Blešno
Blešno település Csehországban, a Hradec Králové-i járásban. Blešno Běleč nad Orlicí, Hradec Králové, Librantice, Divec és Třebechovice pod Orebem településekkel határos. Lakosainak száma 445 fő (2024. január 1.).

## Népesség
A település lakosságának változását az alábbi diagram mutatja:
| Lakosok száma | 402  | 426  | 353  | 309  | 272  | 313  | 409  | 434  | 439  | 445  |
|               | 1869 | 1890 | 1921 | 1950 | 1980 | 2001 | 2017 | 2019 | 2022 | 2024 |